# Poa robusta
Poa robusta är en gräsart som beskrevs av Ernst Gottlieb von Steudel. Poa robusta ingår i släktet gröen, och familjen gräs. Inga underarter finns listade i Catalogue of Life.